# 陸秉樞
陸秉樞（？—1862年），字辰吉，號綸齋，一號眉生，浙江桐鄉烏鎮人。清朝翰林、政治人物。

## 生平
陸秉樞幼時有“神童”之稱，十三歲入庠，學使陳用光對其十分賞識，并親自做媒，聘同鄉提軍汪道誠之女為妻，成為當地一時美談。於道光二十三年（1843年）考中癸卯科舉人，道光二十七年（1847年）成丁未科二甲第九名進士，改庶吉士，散館授編修。不久授山東道御史，調貴州、江南兩道，升任工科給事中，調禮科，掌戶科印，巡視中、西兩城。咸豐九年（1859年），充己未科會試同考官。陸秉樞擔任諫官多年，上奏章數十封，尤其以《諫設京師夷館》、《諫阻巡幸木蘭》、《諫止內務府召民間優伶演戲》為著名。雖然意見皆不被采納，但足見其風節。同治元年（1862年），本赴河南襄辦軍務，同年卒於營中。卹贈光禄寺卿，蔭一子入國子監讀書。

## 著作
陸秉樞善書法，工詩文，尤善填詞。著作收於《陸給事遺集》中。